# 三角骨
三角骨（さんかくこつ）（羅名Os triquetrum）とは、四肢動物の前肢を構成する短骨の一つである。
ヒトの三角骨は、左右の手に1本ずつ存在し月状骨、豆状骨、舟状骨とともに近位手根骨を構成している。

## 三角骨と関節する骨
- 有鈎骨:手根中央関節[2]
- 豆状骨:豆状骨関節[3]
- 月状骨:手根間関節[3]